# Isla Salvaje del Oeste
La isla Salvaje del Oeste (en inglés: Steeple Jason Island) es una isla del noroeste del archipiélago de las Malvinas, que forma parte del grupo de las "islas Los Salvajes" y se encuentra al occidente de la Isla Salvaje del Este (que es mucho mayor). 
El extremo sur de este accidente geográfico es uno de los puntos que determinan las líneas de base de la República Argentina, a partir de las cuales se miden los espacios marítimos que rodean al archipiélago.
El nombre de la isla hace referencia al perfil puntiagudo de la isla.
La isla fue utilizada para el pastoreo de ovejas hasta la década de 1980. Existen restos de esta actividad en la actualidad. También hay una estación de investigación de campo en la isla, construida en 2003 para el seguimiento de la fauna silvestre. 

## Vida silvestre
Salvaje del Oeste es el hogar de una de las mayores colonias de albatros de ceja negra (Thalassarche melanophrys) en el mundo. También hay colonias de pingüinos y lobos marinos.
Las islas Salvaje del Este y Salvaje del Oeste, fueron comprados por el filántropo neoyorquino Michael Steinhardt, en la década de 1990, que más tarde las donó al zoológico de Bronx como parte del Wildlife Conservation Society.